# Identity V
Identity V е асиметрична мултиплейър видео игра на ужасите, създадена и публикувана от NetEase Games. Издадена е през юли 2018 г. за мобилни устройства . Изтеглянето е безплатно в App Store, Google Play и за PC. Историята следва детектив на име Орфей, докато той бавно разгадава загадката зад мистериозна убийствена игра в имение. Поредицата има кросоувъри с игрите Danganronpa и Persona, филма Едуард Ножиците, и манга/аниме поредиците The Promised Neverland и Death Note.
Правилата са следните: петима играчи участват в единични мачове. Един от тях е ловец, който има за задача да елиминира останалите четирима – оцеляващите.